# Kronprins Frederiks Bjerge
Il Kronprins Frederiks Bjerge (Monti Kronprins Frederiks) è un massiccio della Groenlandia. Si trova nella Terra di Re Cristiano IX, a nord-est del Monte Forel, sulla costa dello Stretto di Danimarca; appartiene al  comune di Sermersooq.